# Lee Roy Mitchell
Lee Roy Mitchell é um executivo que atuou em vários postos dentro da estrutura do grupo ao qual pertence a Cinemark Inc., empresa que ele fundou, tendo atuado no ramo de cinema por quase 45 anos. Foi também diretor da Texas Capital BancShares Inc. (TX), uma holding do Texas Capital Bank NA de junho de 1999 a 17 de maio de 2011. É diretor do Texas Capital Bank e do Colégio Comunitário do Condado de Dallas. Atua no Conselho de Administração da Associação Nacional de Proprietários de Teatro desde 1991, é diretor da National CineMedia, Inc. desde outubro de 2006 e National CineMedia LLC desde julho de 2005. Atuou como diretor da Cinemark Inc. desde 1987. 

## Prémios
- 2011: nomeado para o Texas Business Hall of Fame[3]
- 2015: Prêmio de Empresa Livre Russell H. Perry da Universidade Baptista de Dallas
[4]

## Honras
- 2016 : Comandante da Ordem da Coroa, por Decreto Real.[5]